# Bavilliers
Bavilliers é uma comuna francesa na região administrativa de Borgonha-Franco-Condado, no departamento do Território de Belfort. Estende-se por uma área de 4,8 km². Em 2010 a comuna tinha 4 788 habitantes (densidade: 997,5 hab./km²).